# Torben Meyer
Pour les articles homonymes, voir Meyer.
Torben Emil Meyer est un acteur danois de genre, né le 1er décembre 1884 à Copenhague (Danemark), mort le 22 mai 1975 à Hollywood (Californie), d'une pneumonie. Il est apparu dans plus de 190 films en 55 ans de carrière.

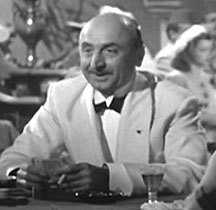
Meyer dans Casablanca (1942).

## Ses débuts
Il commença comme acteur de théâtre au Danemark. Après son premier film muet, Vor tids dame, en 1912, il en tourna encore vingt avant Don Quixote, en 1926, film qui eut dans le monde un retentissement considérable. L'année suivante il participa à la migration des principaux acteurs européens vers Hollywood. Son premier rôle en Amérique fut, en 1928, celui d'un espion dans le film muet L'Homme qui rit, de Paul Leni, d'après le roman de Victor Hugo, avec Conrad Veidt dans le rôle principal. Il était arrivé juste au moment où s'opérait la transition vers le cinéma sonore. Contrairement à beaucoup d'autres acteurs nés en Europe, son accent à couper au couteau devint un atout pour lui. Il apparut sans être crédité dans de nombreux films tout au long des années 1930 et 1940, presque toujours pour jouer le personnage d'un Allemand.
En 1930, il reçut un petit rôle dans un film de Michael Curtiz A Soldier's Plaything et, en 1932, il apparut dans deux films américains de langue suédoise, Trådlöst och kärleksfullt et Halvvägs till Himlen. Plus tard la même année, il eut un petit rôle dans Murders in the Rue Morgue de Robert Florey, d'après la nouvelle d'Edgar Allan Poe avec Béla Lugosi dans le rôle principal.
Meyer joua des petits rôles comme celui de serveur de restaurant dans cinq films différents en 1932 : un Allemand émigré dans L'Homme que j'ai tué (le film d'Ernst Lubitsch d'après la pièce de Maurice Rostand), avec dans le rôle principal Lionel Barrymore, dans What Price Hollywood? de George Cukor, où il joue un serveur dans le fameux restaurant de Hollywood The Brown Derby, dans Downstairs avec dans le rôle principal Paul Lukas, dans Big City Blues de Mervyn LeRoy avec dans le rôle principal Joan Blondell et dans The Match King. Cette même année, il eut un petit rôle dans The Animal Kingdom d'Edward H. Griffith avec dans le rôle principal Leslie Howard.
Par la suite ses rôles allèrent du garçon de restaurant au maître d'hôtel dans un certain nombre de films au cours des années 1930 : The Crime of the Century, Le Monde en marche de John Ford, Preview Murder Mystery avec dans le rôle principal Reginald Denny, Piccadilly Jim et The First Hundred Years avec dans les deux Robert Montgomery dans le rôle principal, et Le Roi et la Figurante avec Joan Blondell dans le rôle principal. Il se retrouva de nouveau comme serveur de restaurant dans Une soirée à Vienne avec Lionel Barrymore dans le rôle principal, dans La Bonne Fée avec Margaret Sullavan dans le rôle principal, dans Break of Hearts avec Katharine Hepburn et Charles Boyer dans le rôle principal (dans ce film il était maître d'hôtel au Ritz), dans Two for Tonight avec dans le rôle principal Bing Crosby, dans Le Gai Mensonge où il était maître d'hôtel, et dans To Beat the Band.
En 1935, il est étranglé par Frankenstein (interprété par Boris Karloff) dans La Fiancée de Frankenstein de James Whale. Deux ans plus tard, en 1937, il eut un certain nombre de petits rôles ; comme domestique dans Cette nuit est notre nuit (d'Anatole Litvak, d'après la pièce de Jacques Deval) avec dans les rôles principaux Claudette Colbert, Charles Boyer et Basil Rathbone, comme le domestique de Raymond Massey dans Le Prisonnier de Zenda avec Ronald Colman dans le rôle-titre, et comme chauffeur de Tyrone Power dans Thin Ice de Sonja Henie. En 1938 il était un préfet de police allemand dans un film sur les aventures de Simon Templar (d'après les romans de Leslie Charteris), The Saint in New York, et l'année suivante un portier dans Fantômes en croisière avec Roland Young et Billie Burke dans les rôles principaux. En 1939, Meyer eut un tout petit rôle dans Nurse Edith Cavell, film antinazi de la Warner Bros avec dans le rôle principal Anna Neagle.

## Les plus belles années
En 1940, il eut un petit rôle dans La Balle magique du Docteur Ehrlich, avec Edward G. Robinson, Ruth Gordon et Otto Kruger dans les rôles principaux, et plus tard dans la même année dans le film de Charlie Chaplin Le Dictateur. Il apparut aussi cette année-là dans Four Sons, avec dans le rôle principal Don Ameche. On le voit au début du film comme un fermier qui conduit un chariot de foin depuis l'Allemagne nazie jusqu'en Tchécoslovaquie et raccompagne ensuite à cheval chez lui le personnage joué par Don Ameche. Plus tard, cette année encore, il joua Mr. Schmidt dans Le Gros Lot de Preston Sturges, son premier film avec cet acteur-réalisateur. Meyer entra dans le stock non officiel des acteurs de genre de Sturges, et il apparut dans chaque film américain écrit et dirigé par ce dernier à l'exception de The Great McGinty. Dans un humour de connivence manifeste, Sturges l'employait presque toujours dans un rôle où il s'appelait « Schultz », avec tout de même des exceptions notables comme lorsqu'il joue le Dr Kluck dans Madame et ses flirts en 1942.
En 1942, à 57 ans, Meyer apparut dans une scène du film antinazi Berlin Correspondent avec Dana Andrews, où il jouait un directeur de restaurant en train de faire des histoires à Virginia Gilmore au sujet de sa carte de rationnement. Ensuite il eut un petit rôle comme banquier néerlandais dans Casablanca, de Michael Curtiz (avec Ingrid Bergman), où on le voit assis à une table de baccarat. Son amie (jouée par Trude Berliner) veut boire un verre avec Rick (Humphrey Bogart), mais s'entend transmettre un refus par Carl, le maître d'hôtel (S. Z. Sakall). Agacé de cette rebuffade, Meyer lui dit : « Peut-être, si vous lui aviez appris que j'ai dirigé le deuxième établissement bancaire en importance à Amsterdam... » On lui répond qu'il n'impressionnerait pas Rick : « Le plus important banquier à Amsterdam est maintenant chef pâtissier dans notre cuisine » et « son père est chasseur ! »
En 1943, Meyer joua à nouveau un garçon de restaurant dans le thriller d'espionnage Voyage au pays de la peur des RKO Pictures avec dans les rôles principaux Joseph Cotten, Dolores del Rio et Orson Welles. Ensuite, il interpréta un Bohémien dans Frankenstein rencontre le loup-garou avec Bela Lugosi et Lon Chaney Jr dans les rôles-titres. Suivit un petit rôle dans le drame de guerre de la Warner Bros Edge of Darkness, avec Errol Flynn et Ann Sheridan dans les rôles principaux ; il y joue un employé de bureau au service de Kaspar Torgerson (Charles Dingle) dans une conserverie norvégienne. Ensuite il joua le personnage de Gottwald dans le drame d'espionnage They Came to Blow Up America avec dans les rôles principaux George Sanders et Ward Bond.
L'année suivante, Meyer, portant barbe et moustache, joua dans Purple Heart un sympathique représentant de la Croix-Rouge suisse appelé Karl Kappel dans le drame de guerre de la 20th Century Fox, qui évoquait les pilotes de l'armée capturés à l'occasion du Raid de Doolittle sur Tokyo et passés en jugement au Japon ; dans ce film Dana Andrews et Richard Conte avaient les rôles principaux. Par la suite, il joua le docteur Dahlmeyer dans The Great Moment avec dans le rôle principal Joel McCrea. Après cela il joua le maître d'hôtel d'Emil Rameau dans la comédie musicale Greenwich Village avec Carmen Miranda et Don Ameche dans les rôles principaux. Il reçut un petit rôle comme gérant d'hôtel dans Étrange histoire avec Cary Grant dans le rôle principal. Dans Berlin Hotel en 1945, avec Helmut Dantine et Peter Lorre dans les rôles principaux, il joue un coiffeur du nom de Franz. Plus tard la même année il était fonctionnaire municipal dans Yolanda and the Thief, une comédie musicale de Fred Astaire.

## Filmographie

### Années 1910
- 1912 : Vor tids dame
- 1912 : Badets dronning
- 1912 : Manegens stjerne
- 1913 : Privatdetektivens offer
- 1913 : Kæmpedamens bortførelse
- 1913 : Under savklingens tænder
- 1913 : Atlantis, d'August Blom : Willy Snyders, artiste
- 1914 : Af elskovs naade
- 1915 : Held i uheld
- 1915 : Cowboymillionæren
- 1915 : Trold kan tæmmes
- 1915 : Appetit og kærlighed
- 1916 : En Nydelig onkel
- 1916 : En Uheldig skygge
- 1918 : Prøvelsens dag
- 1919 : En Ung mans väg : Agapetus von Dufva

### Années 1920
- 1921 : Hendes fortid
- 1921 : Film, flirt og forlovelse
- 1922 : Il était une fois (Der var engang)
- 1924 : Lille Dorrit
- 1925 : La Loi d'amour (Fra Piazza del Popolo)
- 1926 : Don Quixote
- 1926 : Maharadjahens yndlingshustru III
- 1928 : L'Homme qui rit (The Man Who Laughs) : l'espion
- 1928 : L'Arche de Noé (Noah's Ark) de Michael Curtiz : homme du train
- 1928 : Les Vikings (The Viking) de Roy William Neill : Odd
- 1928 : Jazz Mad : Kline
- 1929 : Le Dernier Avertissement (The Last Warning) de Paul Leni : Gene
- 1929 : Behind Closed Doors de Roy William Neill : capitaine von Gilden

### Années 1930
- 1930 : Sous le maquillage (Behind the Make-Up) de Robert Milton : serveur
- 1930 : Lummox : Silly Willie
- 1930 : Mamba d'Albert S. Rogell : soldat allemand
- 1930 : The Bad One
- 1930 : Just Like Heaven : Pierre
- 1930 : A Soldier's Plaything de Michael Curtiz
- 1931 : Trådlöst och kärleksfullt
- 1931 : C'est mon gigolo (Just a Gigolo) de Jack Conway : serveur
- 1932 : Halvvägs till himlen : Director
- 1932 : Le Bluffeur : Col. Ginsberg
- 1932 : L'Homme que j'ai tué (Broken Lullaby), de Ernst Lubitsch : Serveur à l'auberge
- 1932 : Murders in the Rue Morgue
- 1932 : What Price Hollywood?, de George Cukor : Nick
- 1932 : Downstairs
- 1932 : Big City Blues : Second serveur
- 1932 : Six Hours to Live
- 1932 : The Animal Kingdom, de Edward H. Griffith : Meyer
- 1932 : Le Roi des allumettes (The Match King) de William Keighley et Howard Bretherton : Hans
- 1933 : The Crime of the Century : Eric
- 1933 : Une soirée à Vienne (Reunion in Vienna) : Headwaiter Strumpf
- 1934 : Mandalay : Mr. Van Brinken
- 1934 : All Men Are Enemies
- 1934 : Le Monde en marche (The World Moves On), de John Ford
- 1934 : Pursued : Hansen
- 1934 : Musique dans l'air (Music in the Air) : pharmacien
- 1935 : King of Burlesque : Leopold le Valet
- 1935 : Enter Madame : Carlson
- 1935 : La Chanson de la jeunesse
- 1935 : La Bonne Fée (The Good Fairy), de William Wyler
- 1935 : Roberta, de William A. Seiter : Albert
- 1935 : La Fiancée de Frankenstein (Bride of Frankenstein), de James Whale : l'homme étranglé par le monstre
- 1935 : Break of Hearts : serveur chef au Ritz
- 1935 : Front Page Woman : Janitor
- 1935 : Le Baron Gregor (The Black Room) de Roy William Neill : Peter, le majordome
- 1935 : Two for Tonight : serveur
- 1935 : Le Gai Mensonge (The Gay Deception) : serveur
- 1935 : Special Agent
- 1935 : Thunder in the Night : gérant du café
- 1935 : The Girl Who Came Back (en) de Robert G. Vignola : Zarabella
- 1935 : Charlie Chan in Shanghai : diplomate français
- 1935 : L'Homme qui fait sauter la banque (The Man Who Broke the Bank at Monte Carlo) de Stephen Roberts
- 1935 : Splendeur (Splendor) d'Elliott Nugent : baron Von Hoffstatter
- 1935 : To Beat the Band : serveur chef
- 1935 : East of Java
- 1935 : Le Marquis de Saint-Évremont (A Tale of Two Cities), de Jack Conway : Lackey #1
- 1935 : If You Could Only Cook : Swedish Servant
- 1936 : Transatlantic Follies (Anything Goes), de Lewis Milestone
- 1936 : C'était inévitable (It Had to Happen) : Sign Painter
- 1936 : Preview Murder Mystery
- 1936 : Le Fermier dans son pré (The Farmer in the Dell) : invité à la soirée
- 1936 : L'Espionne Elsa (Till We Meet Again) de Robert Florey : Kraus
- 1936 : Champagne Charlie, de James Tinling
- 1936 : Piccadilly Jim
- 1936 : Star for a Night
- 1936 : Cœurs en détresse (In His Steps)
- 1936 : Bonne Blague (Wedding Present) : Winternitz
- 1936 : Le Doigt qui accuse (The Accusing Finger)
- 1937 : Espionage : Police Inspector
- 1937 : Le Roi et la Figurante (The King and the Chorus Girl) : Eric
- 1937 : L'Entreprenant Monsieur Petrov (Shall We Dance), de Mark Sandrich : producteur du show
- 1937 : The Emperor's Candlesticks : Train Announcer
- 1937 : Le Prisonnier de Zenda (The Prisoner of Zenda), de John Cromwell : Max
- 1937 : Le Prince X (Thin Ice) : Herman, chauffeur du prince
- 1937 : Madame X
- 1937 : Un vieux gredin (The Good Old Soak) de J. Walter Ruben
- 1937 : Jeux de dames (Wife, Doctor and Nurse) : second tailleur
- 1937 : Fight for Your Lady : Officier de police hongrois
- 1937 : Prescription for Romance : employé de l'hôtel
- 1937 : Cette nuit est notre nuit (Tovarich)
- 1938 : Après la tempête (film, 1938) (The First Hundred Years) : Karl
- 1938 : Bulldog Drummond's Peril : Hoffman
- 1938 : Romance in the Dark : prof. Jacobsen
- 1938 : Blind Alibi : critique d'art
- 1938 : The Saint in New York : préfet de police allemand
- 1938 : I'll Give a Million de Walter Lang : portier
- 1938 : Toute la ville danse (The Great Waltz)
- 1938 : Fantômes en croisière (Topper Takes a Trip) : portier de l'hôtel
- 1939 : Island of Lost Men
- 1939 : Nurse Edith Cavell
- 1939 : Everything Happens at Night

### Années 1940
- 1940 : La Balle magique du Docteur Ehrlich (Dr Ehrlich's Magic Bullet) : Kadereit
- 1940 : The Way of All Flesh : Sandor Nemzeti
- 1940 : Four Sons : Gustav
- 1940 : Le Dictateur (The Great Dictator) : client chauve chez le barbier
- 1940 : Le Gros lot (Christmas in July) : Mr. Schmidt
- 1940 : No, No, Nanette : Furtlemertle
- 1941 : Un cœur pris au piège (The Lady Eve) : Mr. Clink
- 1941 : Mardi gras (Sunny) : Jean
- 1941 : Bedtime Story : Dinglehoff
- 1941 : Les Voyages de Sullivan (Sullivan's Travels) : le docteur
- 1942 : Les aventures de Martin Eden (en) (The Adventures of Martin Eden) de Sidney Salkow : Jacob
- 1942 : Crossroads : vieil homme
- 1942 : Berlin Correspondent (en) d'Eugene Forde : manager
- 1942 : Madame et ses flirts (The Palm Beach Story) : Dr Kluck
- 1942 : Casablanca : banquier hollandais au café
- 1943 : Voyage au pays de la peur (Journey Into Fear) : serveur
- 1943 : Frankenstein rencontre le loup-garou (Frankenstein Meets the Wolf Man)
- 1943 : L'Ange des ténèbres (Edge of Darkness)
- 1943 : They Came to Blow Up America (en) d'Edward Ludwig : Gottwald
- 1943 : Jack London : invité littéraire
- 1944 : Miracle au village (The Miracle of Morgan's Creek) : Dr Meyer
- 1944 : The Purple Heart : Karl Kappel
- 1944 : Étrange histoire ((Once Upon a Time) d'Alexander Hall : manager de l'hôtel
- 1944 : Héros d'occasion (Hail the Conquering Hero) : Mr. Schultz
- 1944 : The Great Moment : Dr Dahlmeyer
- 1944 : Greenwich Village
- 1945 : Hôtel Berlin de Peter Godfrey : Franz, le barbier
- 1945 : Scandale à la cour (A Royal Scandal) : Stooge
- 1945 : Yolanda et le Voleur (Yolanda and the Thief)
- 1946 : Le Laitier de Brooklyn (The Kid from Brooklyn) Norman Z. McLeod : invité à la garden party
- 1946 : Heartbeat
- 1946 : Le Joyeux Barbier (Monsieur Beaucaire) de George Marshall : Comte
- 1946 : Alias Mr. Twilight (en) de John Sturges : Starling
- 1947 : The Mighty McGurk de John Waters
- 1947 : Oh quel mercredi ! (The Sin of Harold Diddlebock), de Preston Sturges : Le barbier à moustache
- 1947 : Au carrefour du siècle (The Beginning or the End) de Norman Taurog : Milkman
- 1947 : Telle mère, telle fille (Millie's Daughter) : Mr Johnson
- 1947 : Hollywood en folie (Variety Girl) : Andre
- 1947 : Song of Love
- 1947 : L'Exilé (The Exile) : Capitaine
- 1948 : Ombres sur Paris (To the Victor)
- 1948 : Lettre d'une inconnue (Letter from an Unknown Woman)
- 1948 : Julia Misbehaves : Commissaire
- 1948 : Verdict secret (Sealed Verdict) : Interprète à la Cour
- 1948 : Infidèlement vôtre (Unfaithfully yours) : Dr Schultz
- 1949 : The Beautiful Blonde from Bashful Bend : Dr Shultz
- 1949 : Hold That Baby! : docteur Hans Heinrich
- 1949 : Don Juan de l'Atlantique (The Great Lover) : capitaine du bateau
- 1949 : And Baby Makes Three

### Années 1950
- 1950 : The Great Rupert : Mr. Petrushka
- 1951 : J'épouse mon mari (Grounds for Marriage) : Donovan
- 1951 : La Voleuse d'amour (The Company She Keeps) de John Cromwell
- 1951 : Bon sang ne peut mentir (That's My Boy) : Photographe
- 1951 : Come Fill the Cup : Delmar
- 1951 : La Femme au voile bleu (The Blue Veil) : photographe
- 1951 : Espionne de mon cœur (My Favorite Spy)
- 1952 : Deux Durs à cuire (What Price Glory) de John Ford : Maire
- 1952 : The Merry Widow
- 1953 : Histoire de trois amours (The Story of Three Loves)
- 1953 : Appelez-moi Madame (Call Me Madam) : dignitaire
- 1953 : Ma and Pa Kettle on Vacation : portier à l'hôtel Louis
- 1953 : Houdini le grand magicien (Houdini)
- 1953 : The Caddy : Dignified Waiter
- 1954 : La Grande Nuit de Casanova (Casanova's Big Night) : Attendant
- 1954 : About Mrs. Leslie : maître D'
- 1954 : C'est pas une vie, Jerry (Living It Up) : Chef
- 1954 : Au fond de mon cœur (Deep in My Heart) de Stanley Donen : joueur de cartes
- 1955 : La Cuisine des anges (We're No Angels) : Homme papillon
- 1956 : Le Conquérant (The Conqueror) : Scribe
- 1956 : Quadrille d'amour (Anything Goes) : serveur français
- 1958 : La Mouche noire (The Fly) : Gaston
- 1958 : La Meneuse de jeu (The Matchmaker) : Alex, serveur, Harmonica Club
- 1959 : This Earth Is Mine : Hugo

### Années 1960
- 1960 : Café Europa en uniforme (G.I. Blues) de Norman Taurog
- 1961 : Jugement à Nuremberg (Judgment at Nuremberg) de Stanley Kramer : Werner Lampe, juge de la défense
- 1963 : La Fille à la casquette (A New Kind of Love) de Melville Shavelson : Employé de l'hôtel